# Catedral de Santa Sofía (Zhitómir)
La Catedral de Santa Sofía o simplemente Catedral católica de Zhytomyr (en ucraniano: Кафедральний собор св. Софії) es un templo católico que funciona como la iglesia principal de la diócesis de Kiev-Zhytómyr en Ucrania.
El templo fue construido entre 1746-1748 fundado por el obispo Samuel Jan Ożga.
Después de un incendio en 1768, el templo fue convertido en uno de tres naves en el estilo clásico. El templo es ahora un edificio ecléctico con un interior barroco conservado.
En la época soviética, que fue cerrada a los fieles durante varios años,  los sacerdotes fueron arrestados y fueron enviados a campos de trabajo. 
Desde 1991, tras la caída del comunismo la catedral fue restaurada y ampliada.

## Véase también

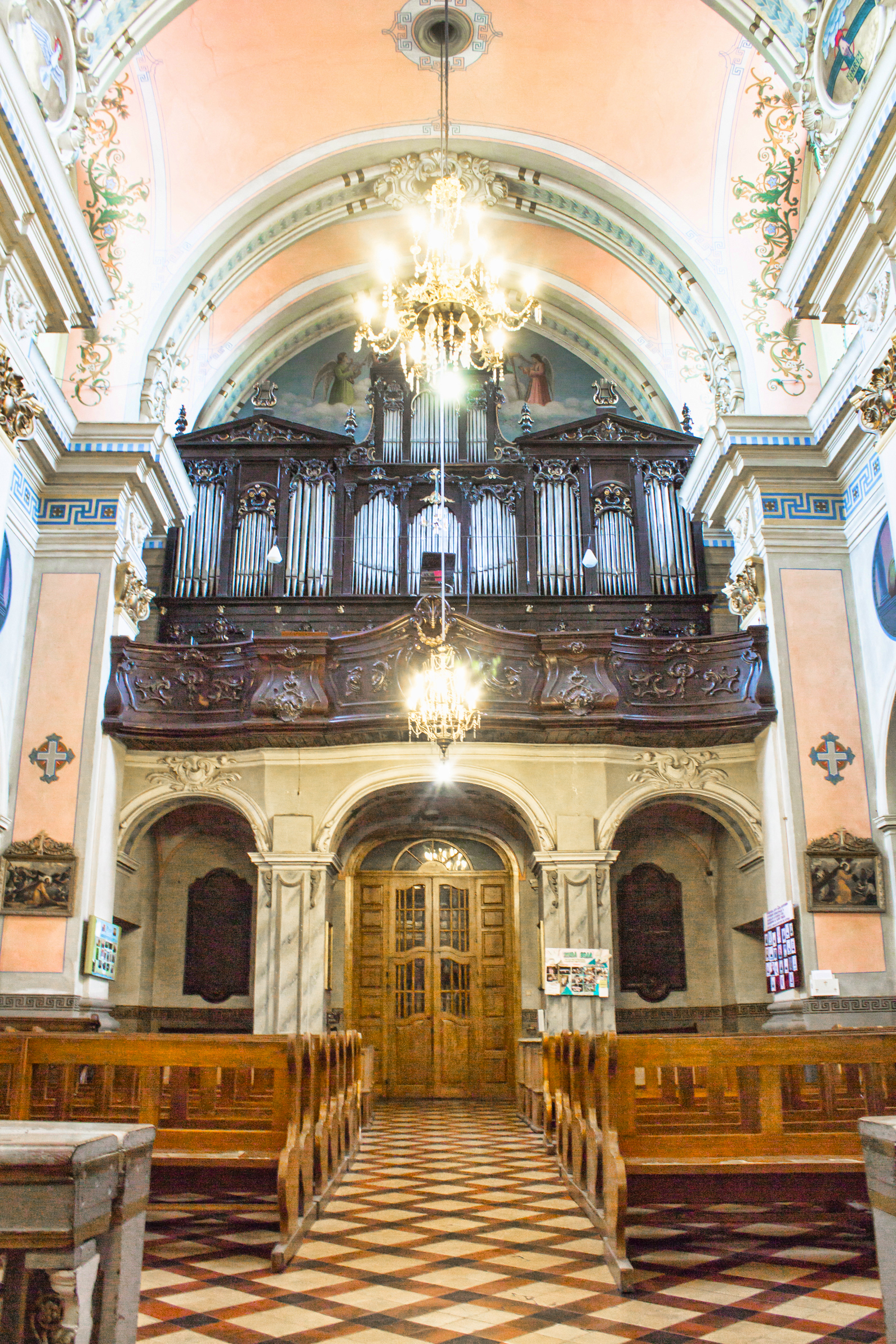
Vista interna